# 亚基尔·阿哈罗诺夫
亞基爾·阿哈羅諾夫（英語：Yakir Aharonov，1932年8月28日—），以色列物理學家，主攻量子力學領域。阿哈羅諾夫是加利福尼亚查普曼大学理论物理教授與詹姆斯·L·法利自然哲学教授，同時也是圓周理論物理研究所特聘教授、臺拉維夫大學名誉教授、以色列高级研究协会主席。

## 自傳
亞基爾·阿哈羅諾夫出生於海法，在1956年於海法以色列理工學院獲得學士學位。之後他至布里斯托大學繼續大學時的研究，在英籍美國物理學家戴維·玻姆教授指導下，於1960年獲得博士學位。

## 學業與事業
亞基爾·阿哈羅諾夫的研究方向為量子力學外的拓撲效應、量子場論、量子力學的解釋。1959年，他與戴維·玻姆提出阿哈諾夫－波姆效應，因而一同獲得1998年沃爾夫獎，並於1993年共同提出量子隨機漫步．
1988年，亞基爾·阿哈羅諾夫與其博士生大衛·艾伯特及列夫·威德曼共同發表弱值理論，這項研究研究主要是驗證量子力學中明顯地隨機事件會在未來引起。（又稱為雙態向量理論），這份理論花了阿哈羅諾夫很長一段時間才從實驗獲得驗證。一般驗證現存事件對未來的影響通常使用強測量實驗，但這會破壞實驗一致性。然而阿哈羅諾夫與其同事聲稱，能夠使用弱測量來驗證現存事件對未來的影響。

### 經歷
1960年–1961年：於美國布蘭迪斯大學擔任副研究員。
1961年–1964年：於美國葉史瓦大學擔任助理教授。
1964年–1967年：於美國葉史瓦大學擔任副教授。
1967年–1973年：於以色列臺拉維夫大學與美國葉史瓦大學擔任聯合教授。
1973年–2006年：於以色列臺拉維夫大學與美國南卡羅來納大學擔任聯合教授。
2006年–2008年：於美國喬治梅森大學擔任教授。
2008年–現今：於美國查普曼大學擔任理論物理學教授與詹姆斯·J·法利自然哲學教授。

## 獲獎與表彰
1978年：獲選為美國物理學會院士。
1984年：獲得魏茲曼物理學獎。
1984年：獲得羅斯柴爾德物理學獎。
1989年：因在科學上精準的研究，獲得以色列奖。
1990年：獲選為以色列科學與人文學院院士。
1991年：獲得富蘭克林研究所頒發的克瑞森獎章。
1992年：獲以色列理工學院表彰為名譽博士。
1993年：獲選為美國國家科學院院士。
1993年：獲美國南卡羅來納大學理學院表彰為名譽博士。
1995年：獲得惠普歐洲物理學獎。
1997年：獲英國布里斯托大學理學院表彰為名譽博士。
1998年：獲得沃爾夫物理學獎。
1999年：獲阿根廷布宜諾斯艾利斯大學理學院表彰為名譽博士。
2006年：因在科學上精準的研究，獲得EMET獎。
2009年：因在量子力學上的研究貢獻，獲商業數據提供商湯森路透提名2009年諾貝爾獎物理學獎。
2010年：由美國總統巴拉克·歐巴馬親自頒授美國國家科學獎章。

## 外部連結
- Aharonov homepage at Chapman University（页面存档备份，存于）
- Aharonov homepage at Tel Aviv University（页面存档备份，存于）
- 亚基尔·阿哈罗诺夫在數學譜系計畫的資料。